# Патријарх антиохијски Флавијан II
Флавијан II Антиохијски је био патријарх антиохијски у периоду од 498. до 512. године. 
Остао је упамћен као велики ревнитељ и бранитељ православне вере и поштовања икона. Византијски цар Анастасије који је био иконоборац протерао га је, заједно са светим Илијом Јерусалимским. Обоје су умрли у изгнанству истога дана. Претходно су тачно предвидели смрт цара Анастасија и своју смрт. Истовремено су писали један другом, из удаљених места: „Анастасије цар данас умре, пођимо и ми на Суд Божји с њим." Само два дана након тога оба светитеља су умрла 518. године.
Православна црква прославља Флавијана и Илију 20. јула по јулијанском календару.